# 37ste Oscaruitreiking
De 37ste Oscaruitreiking, waarbij prijzen worden uitgereikt aan de beste prestaties in films in 1964, vond plaats op 5 april 1965 in het Santa Monica Civic Auditorium in Santa Monica, Californië. De ceremonie werd gepresenteerd door Bob Hope.
De grote winnaars van de 37ste Oscaruitreiking waren My Fair Lady, met in totaal 12 nominaties en 8 Oscars, en Mary Poppins met in totaal met 13 nominaties en 5 Oscars.

## Winnaars

### Films
| Categorie               | Winnaar            | Regie                 |
| ----------------------- | ------------------ | --------------------- |
| Beste Film              | My Fair Lady       | George Cukor          |
| Beste Buitenlandse Film | Ieri, oggi, domani | Vittorio De Sica      |
| Beste Documentaire      | World Without Sun  | Jacques-Yves Cousteau |

### Acteurs
| Categorie                  | Winnaar       | Film           |
| -------------------------- | ------------- | -------------- |
| Beste Mannelijke Hoofdrol  | Rex Harrison  | My Fair Lady   |
| Beste Vrouwelijke Hoofdrol | Julie Andrews | Mary Poppins   |
| Beste Mannelijke Bijrol    | Peter Ustinov | Topkapi        |
| Beste Vrouwelijke Bijrol   | Lila Kedrova  | Zorba de Griek |

### Regie
| Categorie       | Winnaar      | Film         |
| --------------- | ------------ | ------------ |
| Beste Regisseur | George Cukor | My Fair Lady |

### Scenario
| Categorie                | Winnaar                               | Film         |
| ------------------------ | ------------------------------------- | ------------ |
| Beste Originele Scenario | Frank Tarloff Peter Stone S.H.Barnett | Father Goose |
| Beste Bewerkte Scenario  | Edward Anhalt                         | Becket       |

### Speciale prijzen
| Categorie      | Winnaar        |
| -------------- | -------------- |
| Honorary Award | William Tuttle |